# موكا (توتشيغي)
مدينة موكا (بالإنجليزية: Mooka)‏ هي أحد المدن التابعة لمحافظة توتشيغي. تأسست رسميًا في 01/10/1954. ويقدر عدد سكانها بـ 66705 نسمة حسب تقدير مكتب الإحصاء الياباني لعام 2012. تبلغ مساحة موكا 111.76 كم2. بكثافة سكانية تبلغ 597 نسمة/كم2.

## توأمة
لموكا (توتشيغي) اتفاقيات توأمة مع:
- غليندورا

## أعلام
- تاكانوري هوشينو